# Ostrówka (województwo mazowieckie)
Ostrówka – wieś w Polsce położona w województwie mazowieckim, w powiecie zwoleńskim, w gminie Kazanów. Ma status sołectwa.
| SIMC    | Nazwa              | Rodzaj     |
| ------- | ------------------ | ---------- |
| 0626283 | Pieńki Kazanowskie | przysiółek |

W latach 1975–1998 miejscowość administracyjnie należała do województwa radomskiego.
Wierni Kościoła rzymskokatolickiego należą do parafii Przemienienia Pańskiego w Kazanowie Iłżeckim.